# Zooolimpiada
Zooolimpiada (ang. Zoo Olympics) – serial animowany produkcji francuskiej emitowany w Polsce na kanale TVN w paśmie Bajkowe kino. Istnieje również bardzo podobny serial tego samego autora pt. Puchar Zoo. Ma także 52 odcinki. Rok produkcji 1994.

## Fabuła
Serial przedstawia przeróżne dyscypliny sportowe na olimpiadzie. W zawodach stratują jedynie zwierzęta. Komentował Jan Wężyk.

## Obsada (głosy)
- Roger Carel jako komentator

## Wersja polska
Opracowanie: na zlecenie Canalu+ – STUDIO START W ŁODZI

W roli głównej wystąpił: Mariusz Siudziński jako komentator Jan Wężyk

## Spis odcinków
Oto tytuły niektórych odcinków:
1. Skok o tyczce
2. Bieg listonoszy na 400 m
3. Gimnastyka artystyczna
4. Maraton międzygatunkowy
5. Piłka nożna
6. Próba wytrzymałości
7. Psy lawinowe
8. Wspinaczka w stylu dowolnym
9. Wężowy bieg przez płotki
10. Rzuty bocianów
11. Skoki do wody
12. Zjazd
13. Żółwi curling
14. Wyścig jajo-kurczakowy
15. Pchli ping-pong
16. Korrida
17. Gimnastyka na przyrządach
18. 24-godzinny wyścig butowy
19. Kangurzy boks
20. Skoki narciarskie
21. Strusia koszykówka
22. Prucie owiec
23. Wściekła sztafeta